# Aleksandr Prokhorov (football, 1946)
Pour les articles homonymes, voir Prokhorov.
Aleksandr Vladimirovitch Prokhorov (en russe : Александр Владимирович Прохоров) est un footballeur international soviétique et entraîneur de football russe né le 18 juin 1946 à Brest et mort le 7 janvier 2005 à Moscou.

## Biographie

### Carrière en club
Natif de Brest, Aleksandr Prokhorov pratique durant sa jeunesse plusieurs sports différents, se démarquant notamment au tennis de table où il devient champion de la RSS de Biélorussie. Il se dédie au football à partir de 1963 et intègre en 1965 les rangs du Neman Grodno pour qui il fait ses débuts professionnels en deuxième division soviétique au mois d'avril, à l'âge de 18 ans. Il est ensuite transféré au Dinamo Minsk avec qui il découvre la première division en 1966, jouant son premier match dans l'élite le 25 octobre contre le Lokomotiv Moscou.
Peu utilisé durant ses premières années et cantonné à l'équipe réserve, il quitte Minsk en 1968 pour rallier le Metallourg Zaporijié en deuxième division où il devient vite titulaire. Il fait finalement son retour dans l'élite en 1970 sous les couleurs du Dynamo Kiev et dispute seize rencontres en championnat cette année-là. Complètement barré par Yevhen Rudakov l'année suivante, il ne joue alors que deux matchs tandis que le Dynamo remporte le championnat à l'issue de la saison 1971.
Prokhorov s'en va en début d'année 1972 pour signer en faveur du Spartak. En concurrence avec Iouri Darvine (ru), il ne joue que huit rencontres de championnat cette année-là mais finit par s'imposer comme titulaire dès la saison 1973, une place qu'il conserve par la suite pendant trois saisons. Cette période le voit être nommé meilleur gardien d'Union soviétique à deux reprises en 1974 et 1975 ainsi que disputer ses seules rencontres européennes en jouant neuf matchs de Coupe des coupes puis de Coupe UEFA entre 1973 et 1975.
Désireux de faire son retour au Dynamo Kiev en fin d'année 1975, Prokhorov décide alors de quitter Moscou sans autorisation pour rallier Kiev, ce qui déclenche une polémique début 1976 tandis que le joueur intègre dans le même temps les rangs de la sélection soviétique de Valeri Lobanovski, également entraîneur du Dynamo. Dans un premier temps, la commission sportive soviétique déclare le transfert illégal avant de se raviser au cours du mois de mai, ce qui permet à Prokhorov de jouer un match de championnat le 23 mai contre le Dinamo Tbilissi, remporté 1-0. Malgré cela, une enquête est lancée et la commission décide finalement d'annuler le transfert, le Dynamo Kiev étant alors déclaré perdant du match sur tapis vert tandis que Prokhorov est sommé de revenir au Spartak Moscou au début du mois de juillet 1976.
Retrouvant ainsi les rangs du Spartak à la fin de l'été 1976, Prokhorov fait son retour dans les buts pour la fin de la saison automnale qui s'achève sur la relégation du club pour la première fois de son histoire. Il reste ensuite pour l'exercice 1977 qui voit l'équipe remporter la deuxième division et faire son retour dans l'élite en 1978. Titularisé dans un premier temps pour cette dernière saison, il est progressivement remplacé par le jeune Rinat Dasaev et finit par terminer l'année au troisièe échelon au Krasnaïa Presnia Moscou, club-école du Spartak. Il met alors fin à sa carrière à l'âge de 32 ans.

### Carrière internationale
Prokhorov est sélectionné dans un premier temps au sein de la sélection soviétique olympique en 1971, prenant alors part au tournoi pré-olympique de l'UEFA dans le cadre des Jeux de 1972 lors duquel il joue un match contre la France. Il dispute ensuite cinq autres matchs avec l'équipe olympique lors du tournoi de 1975 pour les Jeux de 1976.
En début d'année 1976, Prokhorov est appelé pour la première fois au sein de la sélection A par Valeri Lobanovski et y dispute trois rencontres durant les mois de mars et avril, incluant dans un premier temps deux matchs amicaux contre l'Argentine puis la Bulgarie avant de disputer le quarts de finale aller de l'Euro 1976, perdu 2-0 contre la Tchécoslovaquie tandis que les Soviétiques sont par la suite éliminés à l'issue du match retour. Il est ensuite retenu dans le cadre des Jeux olympiques d'été la même année mais ne dispute aucun match tandis que la délégation soviétique remporte la médaille de bronze.

### Carrière d'entraîneur
Se reconvertissant comme entraîneur après sa fin de carrière, Prokhorov est appelé à la tête de l'Avangard Petropavlovsk en juin 1979 et jusqu'en fin d'année 1980. Il prend ensuite brièvement la direction du Meliorator Kzyl-Orda durant les premiers mois de 1981 avant de devenir assistant au Chakhtior Karaganda pour le restant de l'année. Il retrouve ensuite la tête du Meliorator pour la saison 1982 avant de revenir à Karaganda entre 1983 et 1984. Intégrant en début d'année 1985 le staff du Tselinnik Tselinograd, il finit par prendre la tête de l'équipe à partir du mois de juillet et jusqu'en fin d'année.
Entraînant par la suite des équipes amateurs au sein de la région moscovite, il dirige également les équipes de football des anciens combattants de l'Union soviétique puis de la Russie à partir des années 1990 et jusqu'à sa mort le 7 janvier 2005, à l'âge de 58 ans.

## Statistiques
| Saison                | Club                    | Championnat           | Championnat | Championnat | Coupe(s) nationale(s) | Coupe(s) nationale(s) | Compétition(s) continentale(s) | Compétition(s) continentale(s) | Compétition(s) continentale(s) | Total | Total |
| Saison                | Club                    | Division              | M.          | B.          | M.                    | B.                    | Comp.                          | M.                             | B.                             | M.    | B.    |
| 1965                  | Neman Grodno            | D2                    | 29          | 0           | -                     | -                     | -                              | -                              | -                              | 29    | 0     |
| 1966                  | Dinamo Minsk            | D1                    | 4           | 0           | -                     | -                     | -                              | -                              | -                              | 4     | 0     |
| 1967                  | Dinamo Minsk            | D1                    | 7           | 0           | 1                     | 0                     | -                              | -                              | -                              | 8     | 0     |
| 1968                  | Metallourg Zaporojié    | D2                    | 18          | 0           | -                     | -                     | -                              | -                              | -                              | 18    | 0     |
| 1969                  | Metallourg Zaporojié    | D2                    | 42          | 0           | 3                     | 0                     | -                              | -                              | -                              | 45    | 0     |
| 1970                  | Dynamo Kiev             | D1                    | 16          | 0           | 4                     | 0                     | -                              | -                              | -                              | 20    | 0     |
| 1971                  | Dynamo Kiev             | D1                    | 2           | 0           | 1                     | 0                     | -                              | -                              | -                              | 3     | 0     |
| Sous-total            | Sous-total              | Sous-total            | 118         | 0           | 9                     | 0                     | -                              | -                              | -                              | 127   | 0     |
| 1972                  | Spartak Moscou          | D1                    | 8           | 0           | 4                     | 0                     | -                              | -                              | -                              | 12    | 0     |
| 1973                  | Spartak Moscou          | D1                    | 28          | 0           | 5                     | 0                     | C2                             | 1                              | 0                              | 34    | 0     |
| 1974                  | Spartak Moscou          | D1                    | 26          | 0           | 6                     | 0                     | C3                             | 2                              | 0                              | 34    | 0     |
| 1975                  | Spartak Moscou          | D1                    | 30          | 0           | 1                     | 0                     | C3                             | 6                              | 0                              | 37    | 0     |
| 1976                  | Dynamo Kiev             | D1                    | 1           | 0           | -                     | -                     | -                              | -                              | -                              | 1     | 0     |
| 1976                  | Spartak Moscou          | D1                    | 7           | 0           | -                     | -                     | -                              | -                              | -                              | 7     | 0     |
| 1977                  | Spartak Moscou          | D2                    | 37          | 0           | 3                     | 0                     | -                              | -                              | -                              | 40    | 0     |
| 1978                  | Spartak Moscou          | D1                    | 7           | 0           | 4                     | 0                     | -                              | -                              | -                              | 11    | 0     |
| 1978                  | Krasnaïa Presnia Moscou | D2                    | 10          | 0           | -                     | -                     | -                              | -                              | -                              | 10    | 0     |
| Sous-total            | Sous-total              | Sous-total            | 154         | 0           | 23                    | 0                     | -                              | 9                              | 0                              | 186   | 0     |
| Total sur la carrière | Total sur la carrière   | Total sur la carrière | 272         | 0           | 32                    | 0                     | -                              | 9                              | 0                              | 313   | 0     |

## Palmarès

### Palmarès en club
Dynamo Kiev
- Championnat d'Union soviétique (1) :
  - Champion : 1971.

### Palmarès en sélection
Union soviétique olympique
- Jeux olympiques :
  -  Bronze : 1976.

### Distinctions individuelles
- Gardien de but soviétique de l'année
  - Vainqueur : 1974 et 1975.